# P336
P336 là một nhóm nhạc thần tượng Việt Nam, được thành lập vào năm 2017 thông qua chương trình tuyển chọn nhóm nhạc của MBC Corporation. Nhóm ban đầu có 10 thành viên (4 nam và 6 nữ) bao gồm T-Up, Gina-M, Hailey, Winner, Hana, Vương Tuyền, Mon Hoàng Anh, Việt Thi, Kenji, Kira Kira. Nhóm đã ra mắt với video âm nhạc đầu tay là "Đừng ngại ngùng (Don't be shy)".

## Lịch sử

### Năm 2017: Chính thức ra mắt khán giả bằng sản phẩm "Don't be shy"
Ngày 6 tháng 1 năm 2017: chương trình thực tế sống còn tìm kiếm thành viên nhóm nhạc lên sóng trên kênh MCV MEDIA
Ngày 30 tháng 3 năm 2017: chương trình thực tế lên sóng trên kênh MCV MEDIA lộ diện 10 thành viên chính thức bước vào quá trình đào tạo để chuẩn bị debut
Ngày 15 tháng 6, 2017, nhóm đã ra mắt với video âm nhạc đầu tay là Đừng Ngại Ngùng (Don't be shy)
Ngày 7 tháng 8, 2017: ra mắt kênh youtube chính thức của P336 và đồng thời đăng tải phiên bản đặc biệt của "Đừng Ngại Ngùng".

### Năm 2018: Giải thưởng đầu tay và sự trở lại với các sản phẩm âm nhạc
Đầu năm 2018, nhóm đã được công bố là chiến thắng Giải Mai Vàng 2017 về hạng mục nhóm hát xuất sắc nhất.
Tháng 1/2018, thành viên Emily Vương Tuyền rút khỏi mọi hoạt động của nhóm và chính thức rời nhóm 
Ngày 8 tháng 3, 2018, kênh youtube của P336 đăng tải video âm nhạc lyrics của bài hát "Chỉ Một Lần Sống" đã được ra mắt.
Ngày 6 tháng 4, 2018, kênh YouTube P336 đăng tải video âm nhạc solo "Vậy Là Yêu Rồi" (Hạ Cuối Tình Đầu OST) của thành viên Hailey.
Ngày 6 tháng 6, 2018, kênh YouTube P336 đăng tải video âm nhạc "Tạm Biệt Bạn Tôi" kết hợp với Hoàng Bách.
Ngày 8 tháng 3, 2017, video âm nhạc Khám Phá Những Chân Trời (Hit The Road) đã chính thức được ra mắt.
Ngày 27 tháng 11, 2018, kênh YouTube POPS TV VIETNAM đăng tải video âm nhạc ''Lời Nguyền Tuổi 17'' (Lời Nguyền Tuổi 17 OST).
Ngày 23 tháng 12, 2018, kênh youtube của P336 đăng tải video âm nhạc ''Vì Em Giống Mẹ Anh'' của Mon Hoàng Anh chính thức được ra mắt

### 2019: Sự trở lại và ra mắt album của nhóm và 1st minishow
Ngày 4 tháng 2, 2019, kênh YouTube CGV Cinemas Vietnam đăng tải video âm nhạc lyrics bài hát ''Chí Làm Trai'' (Trạng Quỳnh OST).
Ngày 7 tháng 2, 2019, kênh YouTube Sara Luu & DKL Official Channel đăng tải video âm nhạc lyrics bài hát ''Da Trắng Vỗ Bì Bạch'' (Trạng Quỳnh OST).
Ngày 25 tháng 3, 2019, P336 ra mắt album đầu tay với tên gọi ''Chạm tay vào ước mơ.''
Ngày 15 tháng 6, 2019, kênh youtube của P336 đã đăng tải video âm nhạc ''Chỉ Một Lần Sống'' của nhóm
Ngày 22 tháng 7, 2019, MCV Media đăng tải video âm nhạc ''Những Đứa Con Từ Trên Trời Rơi Xuống'' (Những Đứa Con Từ Trên Trời Rơi Xuống phần 2 OST) do thành viên Winner trình bày
Ngày 11 tháng 8 năm 2019, Minishow đầu tiên của nhóm tại phòng trà WE để nói lời tạm biệt Hailey lên đường du học
Ngày 13 tháng 8, 2019, thành viên Hailey tạm rút khỏi mọi hoạt động của nhóm vì lý do du học ở Hà Lan.
Ngày 6 tháng 9, 2019, kênh YouTube P336 đăng tải video âm nhạc lyrics solo bài hát ''Em Quên(Forget)'' của thành viên Hailey.
Ngày 4 tháng 12, 2019, kênh YouTube T-Up P336 đăng tải audio ''Em (R&B Trap ver.)'' của hai thành viên T-Up và Mon Hoàng Anh.
Ngày 20 tháng 12, 2019, kênh YouTube T-Up P336 đăng tải video âm nhạc solo ''Bài Này Chờ Em Đặt Tên'' của thành viên T-Up kết hợp với Dick.
Tháng 12/2019, thành viên Gina-M chính thức kết thúc hợp đồng với MCV Media, rời khỏi nhóm và sẽ hoạt động trong tương lai với tư cách là ca sĩ solo.

### 2020: Sự trở lại của nhóm sau giải Mai Vàng 2019
Đầu năm 2020, nhóm đã được công bố là chiến thắng Giải Mai Vàng 2019 về hạng mục nhóm hát xuất sắc nhất.
Ngày 10 tháng 2, 2020, kênh YouTube T-Up P336 đăng tải video âm nhạc solo ''Bài Này Anh Đặt Tên Là'' của thành viên T-Up.
Giữa tháng 4 năm 2020, T-Up rời nhóm vì hết hợp đồng với công ty MCV và trở thành ca sĩ solo trong tương lai
Ngày 28 tháng 4, 2020, kênh Youtube P336 đăng tải video âm nhạc ''Cô Vy Ơi Con Muốn Đi Học'' của thành viên Mon Hoàng Anh
Ngày 12 tháng 5, 2020, kênh Youtube MCVMedia đăng tải video âm nhạc ''Cùng Thổi Bay Cô Vy'' kết hợp với O2OGirlband và Lily Sam, sản phẩm do MCV hợp tác với Bộ Y Tế và Tik Tok.
Ngày 12 tháng 6, 2020, kênh Youtube Winner P336 đăng tải video âm nhạc của Winner kết hợp với Việt Thi ''Anh Không Thèm Chấp Đâu''.
Ngày 31 tháng 8, 2020, kênh Youtube P336 đăng tải video âm nhạc "Thần Tượng" phiên bản dance, sản phẩm là nhạc chủ đề của chương trình "Thần Tượng Bóng Rổ"
Tháng 9 năm 2020, Hailey đã  xác nhận là kết thúc hợp đồng với công ty MCV và chính thức rời nhóm.
Ngày 29 tháng 9 năm 2020, nhóm chính thức công bố tên fandom dành cho FC của mình là PIX
Ngày 6 tháng 10, 2020, kênh Youtube P336 đăng tải video âm nhạc lyrics bài hát "Daddy" của hai thành viên Kenji và Winner.
Tháng 10 năm 2020, nhóm tham gia chương trình 100 giây rực rỡ mùa 3 trên VTV3

### 2021: Ra mắt phim ngắn âm nhạc "Mình Đừng Làm Người Yêu Nhau Nhé"
Ngày 30 tháng 1 năm 2021, kênh youtube MCV MEDIA đã đăng tải phim ngắn mang tên "Mình Đừng Làm Người Yêu Nhau Nhé"
Ngày 5 tháng 2 năm 2021, kênh youtube MCV MEDIA đã đăng tải music video "Tết Là Để Yêu Thương" kết hợp với O2OGirlBand và HOT TIKTOK-er
Ngày 8 tháng 3 năm 2021, kênh youtube P336 đã đăng tải music video "Empty". Đây là sản phẩm pre-debut solo của thành viên Hana
Ngày 2 tháng 4 năm 2021, kênh youtube Kira Kira P336 đã đăng tải đoạn teaser của MV "Scars" và đây là sản phẩm solo đầu tiên của Kira
Ngày 3 tháng 4 năm 2021, kênh youtube P336 đăng tải music video "Scars" nhân ngày sinh nhật của Kira 

### 2025: Ra mắt video âm nhạc "Note Lần Này"
Ngày 18 tháng 2 năm 2025, kênh youtube P336 đăng tải đoạn teaser của MV "Note Lần Này"
Ngày 22 tháng 2 năm 2025, kênh youtube P336 đăng tải video âm nhạc "Note Lần Này"

## Thành viên
| Nghệ danh           | Tên khai sinh        | Ngày sinh                  | Nơi sinh              | Giới tính           | Vị trí                               | Tên Fanclub         |
| Thành viên hiện tại | Thành viên hiện tại  | Thành viên hiện tại        | Thành viên hiện tại   | Thành viên hiện tại | Thành viên hiện tại                  | Thành viên hiện tại |
| ------------------- | -------------------- | -------------------------- | --------------------- | ------------------- | ------------------------------------ | ------------------- |
| Winner              | Nguyễn Chiến Thắng   | 7 tháng 7,2002 (22 tuổi)   | Hà Nội                | Nam                 | Leader,Main vocal,Lead Rapper        | WIND                |
| Hana                | Nguyễn Thùy Diêu Hân | 24 tháng 7, 2002           | Ninh Thuận            | Nữ                  | Lead Vocal                           | DONNA               |
| Mon Hoàng Anh       | Nguyễn Hoàng Anh     | 21 tháng 10, 2003          | Hải Phòng             | Nam                 | Vocal, Rapper, Main Dancer           | MICHAEL             |
| Việt Thi            | Nguyễn Ngọc Việt Thi | 3 tháng 6, 2004            | Tiền Giang            | Nữ                  | Vocal, Dancer                        | HUWAN               |
| Kenji               | Phan Thanh Hiển      | 11 tháng 1, 2005           | Thành phố Hồ Chí Minh | Nam                 | Rapper, Dancer                       | CASTLE              |
| Kira Kira           | Nguyễn Ngọc Phụng    | 3 tháng 4, 2005            | Thành phố Hồ Chí Minh | Nữ                  | Main Vocal, Maknae                   | K-RIE               |
| Thành viên cũ       |                      |                            |                       |                     |                                      |                     |
| Vương Tuyền         | Vương Mộng Tuyền     | 25 tháng 6, 2003 (20 tuổi) | Đồng Tháp             | Nữ                  | Lead Vocal, Visual, Lead Dancer      | FAMILY              |
| Gina-M              | Võ Ngọc Diệu Minh    | 24 tháng 4, 2000 (24 tuổi) | Thành phố Hồ Chí Minh | Nữ                  | Lead Vocal, Main Rapper, Main Dancer | NAVIE               |
| T-UP                | Đỗ Việt Tiến         | 6 tháng 5, 1999 (25 tuổi)  | Hà Nội                | Nam                 | Lead Vocal                           | DUCKY               |
| Hailey              | Phan Hà Anh Thơ      | 8 tháng 9, 2001 (22 tuổi)  | Hà Nội                |                     | Main Vocal, Leader                   | ALEY                |

## Danh sách đĩa nhạc

### Album
| Năm  | Tên                 | Ghi Chú                |
| ---- | ------------------- | ---------------------- |
| 2019 | Chạm tay vào ước mơ | Album đầu tay của nhóm |

### Single (Đĩa đơn)

#### Nhóm
| Năm  | Tên                                   |
| ---- | ------------------------------------- |
| 2017 | Đừng Ngại Đùng (Don't Be Shy)         |
| 2018 | Khám Phá Những Chân Trời              |
| 2018 | Tạm Biệt Bạn Tôi (ft Hoàng Bách)      |
| 2019 | Chỉ Một Lần Sống                      |
| 2020 | Cùng Thổi Bay Cô Vy (ft O2OGirlband)  |
| 2020 | Thần Tượng                            |
| 2021 | Mình Đừng Làm Người Yêu Nhau Nhé      |
| 2021 | Tết Là Để Yêu Thương (ft O2OGirlband) |
| 2025 | Note Lần Này                          |

#### Cá nhân
| Năm  | Sản Phẩm                              | Thành Viên    |
| ---- | ------------------------------------- | ------------- |
| 2017 | Em                                    | T-UP          |
| 2018 | Vì Em Giống Mẹ Anh                    | Mon Hoàng Anh |
| 2019 | Em Quên                               | Hailey        |
| 2019 | Bài Này Chờ Em Đặt Tên...             | T-UP          |
| 2020 | Bài Này Anh Đặt Tên Là...             | T-UP          |
| 2020 | Anh Không Thèm Chấp Đâu (ft Việt Thi) | Winner        |
| 2020 | Wind                                  | Winner        |
| 2020 | Daddy (ft Winner)                     | Kenji         |
| 2021 | Empty                                 | Hana          |
| 2021 | Scars                                 | Kira Kira     |

## Sản phâm âm nhạc

### Nhóm
| Năm  | Sản phẩm                                               | Sáng tác                        | Ghi chú                         |
| ---- | ------------------------------------------------------ | ------------------------------- | ------------------------------- |
| 2017 | We Are Friend                                          | Vũ Minh Tâm                     |                                 |
| 2017 | Đừng Ngại Ngùng (Don't be shy)                         | Khắc Hưng                       |                                 |
| 2017 | Thanh Xuân - Đừng Ngại Ngùng (ft ERIK ft Suni Hạ Linh) |                                 |                                 |
| 2018 | Khám Phá Những Chân Trời (Hit The Road)                | Vũ Minh Tâm                     |                                 |
| 2018 | Lời Nguyền Tuổi 17                                     |                                 | OST Lời Nguyền Tuổi 17          |
| 2018 | Never Give Up                                          |                                 | OST Lala School series 3        |
| 2018 | Tạm Biệt Bạn Tôi (ft Hoàng Bách)                       | Hoàng Bách                      |                                 |
| 2019 | Chỉ Một Lần Sống                                       | Châu Đăng Khoa                  |                                 |
| 2019 | Nailbiz Đại Chiến                                      | Đoàn Nhược Quý                  | OST Nailbiz Đại Chiến           |
| 2019 | Chí Làm Trai                                           | Dương Khắc Linh                 | OST Trạng Quỳnh                 |
| 2019 | Da Trắng Vỗ Bì Bạch                                    | Dương Khắc Linh                 | OST Trạng Quỳnh                 |
| 2019 | Việt Nam Viết Nên Giấc Mơ                              | Huỳnh Hiền Năng                 |                                 |
| 2020 | Sớm Nay Mùa Xuân (ft Gin Tuấn Kiệt ft Suni Hạ Linh)    | Châu Đăng Khoa                  |                                 |
| 2020 | Như Hoa Mùa Xuân                                       | Châu Đăng Khoa                  |                                 |
| 2020 | Cùng Thổi Bay Cô Vy (ft O2OGirlband)                   | Anna (O2OGirlBand) Kenji        |                                 |
| 2020 | Thần Tượng                                             | Winner Kenji                    | Theme Song "Thần Tượng Bóng Rổ" |
| 2021 | Tết Là Để Yêu Thương (ft O2OGirlband)                  | Anna (O2OGirlband) Winner Kenji |                                 |
| 2021 | Mình Đừng Làm Người Yêu Nhau Nhé                       | Andiez Kenji                    |                                 |
| 2025 | Note Lần Này                                           | kenji,Winner,Mwon               |                                 |

### Cá nhân (Solo)
| Năm  | Sản phẩm                              | Thành viên    | Sáng tác                       | Ghi chú                                    |
| ---- | ------------------------------------- | ------------- | ------------------------------ | ------------------------------------------ |
| 2017 | Em                                    | T-UP          | T-UP                           |                                            |
| 2018 | Vậy Là Yêu Rồi                        | Hailey        | SMELOD                         | OST Hạ Cuối Tình Đầu                       |
| 2018 | Vì Em Giống Mẹ Anh                    | Mon Hoàng Anh | OnlyC                          |                                            |
| 2018 | Đến Trường Làm Gì                     | Gina-M        |                                | OST Thạch Thảo Movie                       |
| 2018 | Gái Xinh Nổi Loạn                     | Việt Thi      | Hoàng Luân                     | OST Những Cô Nàng Ngổ Ngáo                 |
| 2019 | Những Đứa Con Từ Trên Trời Rơi Xuống  | Winner        | Hoàng Luân                     | OST Những Đứa Con Từ Trên Trời Rơi Xuống 2 |
| 2019 | Bài Này Chờ Em Đặt Tên (ft D.I.C.K)   | T-UP          | T-UP D.I.C.K (Huỳnh Công Hiếu) |                                            |
| 2019 | Em Quên                               | Hailey        | Nguyễn Duy Anh                 |                                            |
| 2019 | Không Lẽ Cứ Đơn Phương Hoài           | Winner Hana   | SMELOD                         | 1st album - Chạm Tay Vào Ước Mơ            |
| 2019 | Em (New Version) (ft Mon Hoàng Anh)   | T-UP (RIO)    | T-UP (RIO) Mon Hoàng Anh       |                                            |
| 2020 | Bài Này Anh Đặt Tên Là                | T-UP          | T-UP                           |                                            |
| 2020 | Cô Vy Ơi Con Muốn Đi Học              | Mon Hoàng Anh | Mon Hoàng Anh                  |                                            |
| 2020 | Anh Không Thèm Chấp Đâu (ft Việt Thi) | Winner        | Jiky-X (An Vũ)                 |                                            |
| 2020 | WIND                                  | Winner        | Winner                         |                                            |
| 2020 | Daddy                                 | Winner Kenji  | Winner Kenji                   |                                            |
| 2020 | Chị Em Tấm Cám                        | Winner Kenji  | Winner Kenji                   | OST Chị Em Tấm Cám                         |
| 2021 | Cô Vy Ơi Là Cô Vy                     | Mon Hoàng Anh | Mon Hoàng Anh                  | OST Cô Vy Ơi Là Cô Vy                      |
| 2021 | Empty                                 | Hana          | Phạm Nga                       |                                            |
| 2021 | Scars                                 | Kira Kira     | Phạm Nga                       |                                            |
| 2021 | Hậu Duệ Của Biển                      | Mon Hoàng Anh | Mon Hoàng Anh                  | OST Hậu Duệ Của Biển                       |
| 2021 | Cảm Xúc Lạ Thường                     | Hana          | Anna (O2OGirlband)             | OST Buổi Tối Bánh Ngọt Và Anh              |
| 2021 | Đường Về Nhà Xa Quá                   | Kenji         | Kenji                          | OST Đường Về Nhà Xa Quá 2                  |
| 2022 | Không Chín                            | Kenji         | VP Bá Vương,Kenji              |                                            |
| 2022 | Sui Gia Đại Chiến                     | Winner        | Winner                         | OST Sui Gia Đại Chiến Social               |
| 2022 | Sáu Sang Kén Rễ                       | Mon Hoàng Anh | Mon Hoàng Anh                  | OST Sáu Sang Kén Rễ                        |
| 2022 | Má Chúng Tôi Là Chủ Tịch              | Winner        | Winner                         | OST Má Chúng Tôi Là Chủ Tịch               |
| 2022 | Trò Chơi Tử Thần (ft Pháo)            | Kenji         | Kenji Pháo                     | OST Trò Chơi Tử Thần                       |
| 2023 | Trong Đêm Tối                         | Hana          | Boba Tue Huynh,Boba Dat Tu     |                                            |
| 2023 | Beautiful (ft Mylina)                 | Hana          | Boba Tue Huynh,Boba Dat Tu     |                                            |
| 2023 | LVST CHRISTMAS                        | Kenji         | Kenji                          |                                            |
| 2024 | Khớp Gu                               | Kenji         | Kenji                          |                                            |
| 2024 | Qua Màn Đêm (ft Kiếm)                 | Hana          | Nguyễn Hoàng Minh              |                                            |

## Danh sách phim & chương trình tham gia

### Phim
| Tên phim                             | Thể loại       | Phần | Thành viên tham gia                  |
| ------------------------------------ | -------------- | ---- | ------------------------------------ |
| Bé chịu chơi                         | Nhạc kịch      |      | Việt Thi, Kenji, Kira Kira           |
| Lala School                          | Sitcom         | 2/5  | Cả nhóm                              |
| Alo, bác sĩ nghe                     | Sitcom         |      | Cả nhóm                              |
| Những cô nàng ngổ ngáo               | Sitcom         |      | T-UP                                 |
| Yêu nhầm con gái ông trùm 2          | Sitcom         | 1/2  | T-UP, Gina-M, Hana                   |
| Những đứa con từ trên trời rơi xuống | Sitcom         | 2/2  | T-UP, Gina-M, Hana, Winner, Việt Thi |
| Vợ tui tui sợ                        | Sitcom         |      | Việt Thi, Kenji                      |
| Đi theo ánh cầu vồng                 |                |      | Mon Hoàng Anh, Việt Thi, Kenji       |
| Thạch Thảo                           | Phim điện ảnh  |      | Gina-M                               |
| Mình đừng làm người yêu nhau nhé     | Phim ca nhạc   |      | Cả nhóm                              |
| Sui gia đại chiến social             | Sitcom         |      | Hana                                 |
| Buổi tối bánh ngọt & anh             | Sitcom         |      | Việt Thi                             |
| Gấu đỏ biến hình                     | Phim hoạt hình |      | Việt Thi                             |

### Chương trình
| Tên chương trình                  | Kênh phát sóng | Thành viên tham gia                                  | Ghi chú              |
| --------------------------------- | -------------- | ---------------------------------------------------- | -------------------- |
| Dự án P336                        | HTV 7          | Cả nhóm                                              |                      |
| Nghệ sĩ thử tài P336              | HTV 7          | Cả nhóm                                              | Người chơi cố định   |
| Giải mã kỳ tài                    | HTV 7          | Cả nhóm                                              | Người chơi cố định   |
| Người kết nối                     | HTV 7          | Cả nhóm                                              | Khách mời            |
| Du lịch kỳ thú                    | HTV 7          | T-UP, Winner, Việt Thi, Mon Hoàng Anh, Kira Kira     | Khách mời            |
| Vi hành cùng sao                  | HTV 7          | T-UP, Winner, Gina-M, Hana, Hailey, Việt Thi         | Khách mời            |
| Biệt đội X6                       | HTV 7          | T-UP, Gina-M, Hailey, Việt Thi                       | Khách mời            |
| Bữa Trưa Vui Vẻ                   | VTV 6          | Cả nhóm                                              | Khách mời            |
| Những cô nàng năng động           | HTV 7          | Cả nhóm                                              | Khách mời            |
| Ngôi sao tình yêu                 | HTV 7          | T-UP                                                 | Khách mời            |
| Sàn đấu ca từ                     | HTV 7          | T-UP, Winner, Mon Hoàng Anh, Hana, Việt Thi          | Người chơi khách mời |
| Mình ăn trưa nhé                  | HTV 7          | Gina-M, Việt Thi, Hana, Winner, Mon Hoàng Anh, Kenji | Khách mời            |
| Trí khôn ta đây                   | HTV 7          | Hana, Mon Hoàng Anh                                  | Khách mời            |
| King Of Rap                       | VTV 3          | Kenji                                                | Thí sinh             |
| Giọng hát Việt nhí New Generation | VTV 3          | Kenji                                                | Khách mời            |
| Thiếu Niên Nói                    | VTV 3          | Mon Hoàng Anh, Kenji                                 | Khách mời            |
| Con tôi vô số tội                 | HTV 7          | Winner, Mon Hoàng Anh                                | Khách mời            |
| Sàn đấu vũ đạo (mùa 1)            | HTV 7          | Mon Hoàng Anh                                        | Thí sinh             |
| Đấu trường đường phố              | HTV 7          | Winner, Kenji, Hana, Việt Thi                        | Khách mời            |
| Một Trăm Giây Rực Rỡ              | VTV 3          | Cả nhóm                                              | Thí sinh             |
| Một Trăm Triệu Một Phút           | VTV 3          | Cả nhóm                                              | Khách mời            |
| Bộ Ba Siêu Đẳng                   | VTV 3          | Cả nhóm                                              | Ca sĩ khách mời      |
| Thanh Âm Quyền Năng               | HTV 7          | Việt Thi                                             | Thí sinh             |
| Ngôi sao 30s                      | FPT Play       | Hana                                                 | Thí sinh             |
| TIKTOK LIVE MUSIC with Phượng Vũ  | TIKTOK         | Kira Kira                                            | Khách mời            |
| TIKTOK Master 2021                | TIKTOK         | Kenji                                                | Khách mời            |
| Vượt Thành Chiến                  | VTV 3          | Cả nhóm                                              | Khách mời            |

## Giải thưởng & Đề cử
| Năm  | Giải thưởng          | Hạng mục                     | Đề cử     | Kết Quả      |
| ---- | -------------------- | ---------------------------- | --------- | ------------ |
| 2018 | Mai Vàng             | Nhóm hát được yêu thích nhất | P336 Band | Đoạt Giải    |
| 2019 | Mai Vàng             | Nhóm hát được yêu thích nhất | P336 Band | Đề cử        |
| 2020 | Mai Vàng             | Nhóm hát được yêu thích nhất | P336 Band | Đoạt giải    |
| 2020 | Một Trăm Giây Rực Rõ |                              | P336 Band | Khuyến khích |
| 2021 | We Choice Awards     | Rising GenZ                  | Kira Kira | Đề cử        |
| 2021 | We Choice Awards     | Rising GenZ                  | Kenji     | Đề cử        |

## Tranh cãi
Đầu năm 2018, nhóm nhạc P336 chiến thắng giải thưởng Mai Vàng đầu tiên trong sự nghiệp vượt mặt cả các đàn anh đàn chị như Uni5, Monstar hay LIME nhưng lại nhận ra một số phản ứng trái chiều từ khán giả khi cho rằng nhóm P336 không xứng đáng được giải thưởng đó. 
Năm 2019, trước khi rời nhóm và chấm dứt hợp đồng với công ty thì thành viên T-UP có tham gia chương trình "Ngôi Sao Tình Yêu" nhưng anh lại nhận về ý kiến trái chiều khi có những hành động không chuẩn mực với đạo đức nghề nghiệp
Năm 2020, Nhóm P336 đã tham gia chương trình "100 giây rực rỡ". Ở 2 vòng trình diễn đầu tiên, nhóm đã nhận về rất nhiều chỉ trích của khán giả vì đã đạo nhái stage của các thần tượng K-POP khác như The Boyz,..       

## Tham Khảo
1. ↑  'Chạm tay vào ước mơ', nhóm nhạc teen P336 tuyên bố trưởng thành
2. ↑   https://thegioidienanh.vn/hailey-chia-tay-nhom-p336-len-duong-di-du-hoc-38696.html. {{Chú thích web}}: |title= trống hay bị thiếu (trợ giúp)
3. ↑  Một thành viên của P336 rời nhóm
4. ↑  Xuất sắc đoạt cúp Mai Vàng lần thứ hai, P336 Band trình diễn cực sung tại lễ trao giải